# Andrew (Alberta)
Pour les articles homonymes, voir Andrew.
Andrew est un village dans le centre de l'Alberta au nord de Vegreville dans la région des Prairies canadiennes.

## Démographie
| 2001 | 2006 | 2011 | 2016 |
| ---- | ---- | ---- | ---- |
| 485  | 465  | 379  | 425  |